# Ceatalchioi
Ceatalchioi est une commune roumaine située dans le județ de Tulcea.